# 梅津・何応欽協定
梅津・何応欽協定（うめづ・かおうきんきょうてい、中国語名：何梅協定）は、1935年（昭和10年）6月10日天津の日本軍司令官梅津美治郎陸軍中将と北平軍事分会委員長何応欽との間に締結された協定である。

## 藍衣社のテロ事件
1935年5月2日夜、天津の日本租界において反蔣介石・親日・親満洲国の新聞社社長2名が暗殺された。午後11時頃、北洋飯店に宿泊していた胡恩溥は拳銃による4発の銃撃を受け間もなく病院で死亡し、同夜午前4時頃租界内の自宅において白逾桓は拳銃による3発の銃撃を受け即死、犯人はいずれも逃走し手がかりは残さなかった。この事件が起きるまでは藍衣社による反国民党的高級軍人に対するテロ事件が頻発していたが、それが親日の新聞社長2人に及んだものである。
この暗殺事件について日本軍当局は、両名が日本軍の使用人であることを指摘し、この事件が1902年7月12日の「天津還附に関する日清交換公文」中に決められた「…天津都統衙門及外国軍隊に使用せられたる清国人は、その使用せられたることに関連し何等の累を受くることなかるべく、勿論貴王殿下の御承認あるべき儀と存じ候」という条文並びに「各国軍隊司令官の有する軍事裁判権」に抵触するものとした。

## 非武装地帯の匪賊討伐
孫永勤に率いられた約一千名の匪賊団は熱河省自衛団と称し北平義勇軍弁事処の指揮下にあったが、三度にわたり満洲国熱河省をかく乱しては満洲国境を越えて塘沽停戦協定で決められた非武装地帯内に逃げ込んでいた。中国側官憲が庇護している様子もあり、関東軍は非武装地帯内に出動し、これを掃討した。この掃討のために非武装地帯内に出動した関東軍部隊は孫永勤の親族および中国側保安隊、民団等からの情報により保安隊、民団等は于学忠より匪賊を援助せよとの密命を受けていたため匪賊を討伐するどころか庇護する態度を示していたことを知り、関東軍は于学忠の責任を追及することになった。

## 一括要求と回答
暗殺事件に加え、反満抗日の孫永勤軍を河北省政府主席于学忠が擁護した件と戦区保安隊配置に関する于学忠の独断の言動等は、塘沽停戦協定に違反しているとして5月29日、支那駐屯軍参謀長酒井隆大佐は、上官である梅津美治郎支那駐屯軍司令官、及び普段は陸軍省にいる林銑十郎陸軍大臣がそろって満洲に出張していることを良いことに、以前から中国側と交渉をしていた高橋坦公使館付武官補佐官を関東軍の代表として誘い、全くの独断で（5月25日に杉山元参謀次長におおよその方針は示している）北平軍事分会委員長何応欽と会談を持ち、中国当局が日本側の要求に応じない場合、日本軍は満洲国の国境から中国側に進出して北平・天津の地域をも停戦地区に取り込み、主権の制限を加えかねない強硬な態度を示した。
その要求の内容は
1. 河北省首席于学忠以下責任者の罷免
2. 北平軍事分会内の政治訓練所の撤廃
3. 中央直属駐平憲兵第三団の北支より撤退
4. 省市国民党部の撤去
5. 特殊政治団体其他排日秘密結社及CC団、藍衣社の撤退

というものであった。29日の夜にはこの報告が高橋から杉山参謀次長になされている。
31日には支那駐屯軍の装甲車や、機関銃を携えた部隊が河北省首席官邸前に展開し、威嚇行為を行い始めた。翌6月1日、梅津司令官が天津に帰還する。
この後、6月4日、6月9日、6月10日に連続して会談が持たれた。国民党中央政府軍の華北撤退要求が一つの焦点となったが、これは、日本側の要求に従って中央政府軍を撤退させれば、それは国民党が華北を放棄したととられかねないからであった。
国民政府は6月6日、天津市を河北省から分離して北平と同じく行政院直属の特別市として問題の一掃を図り、6月8日に北平軍事分会政治訓練所と励志社の看板を撤去し、于学忠の第51軍は保定に移駐、6月9日に北平駐在の憲兵第3団の南京移駐、6月10日に第2師と第25師の河南省新郷移駐、旧東北軍の保定移駐開始、北平市党部解散と稀なる迅速さで実行した。この間の6月7日、梅津司令官は酒井参謀長、高橋坦、儀我誠也山海関特務機関長、磯谷廉介大使館付武官などの中国に駐在している武官を招集し武官会議を行い、この後の方針を討議している。
6月9日の第三回会談では日本側は
1. 河北省内の一切の党部を完全に廃止する
2. 第51軍の撤退および、河北からの完全撤退日時の報告
3. 中央軍の河北省かの撤退
4. 全国の排外排日行為の禁止

を要求し、6月12日までの回答を求めた。中国側は交渉による条件緩和を試みたが、日本側は「日本軍部の決議は絶対に変更することは出来ない」と譲らなかった。
6月10日、汪兆銘行政院長は、戦争を回避するために中央軍を華北から撤退させることを国防会議・中央緊急会議に諮った。これは、いったん戦闘が始まれば甚大な損失を被り、停戦協定でさらなる広範の譲歩を迫られるとの認識からであった。同日6時、何応欽は第4回会談において、中央政府の指示に基づき、高橋坦に対して口頭で以下の事項を回答した。
1. 河北省の党部の撤退は本日実施を指示した
2. 第51軍は移動を開始した。11日より列車により輸送され、25日には河南省に移動を終える予定であるが、車両不足によって遅延する可能性もある
3. 第2師と第25師はすでに移転を決定した
4. 全国の排外排日行為の禁止を国民政府はあらためて発令した[22]

しかし、翌6月11日、高橋は上記要求と新たな要求を覚書にしたものを持って再び何応欽の下に訪れた。
1. 中国側に於て日本軍に対し実行を承諾したる事項左の如し
  1. 于学忠及張廷諤一派の罷免
  2. 蔣孝先、丁昌、曽拡情、何一飛等の罷免
  3. 憲兵第3団の撤去
  4. 軍事委員会北平分会政治訓練処の解散並北平軍事雑誌社の解散
  5. 日本側の所謂藍衣社・復興社等の如き中日両国の国交に害ある秘密機関の取締り並其存在を許容せぬ事
  6. 河北省内の一切の党部の撤退、励志社北平支部の撤廃
  7. 第51軍の華北省外撤退
  8. 第2師と第25師の華北省外撤退、第25師学生訓練班の解散
  9. 中国内全般に於ける排外排日の禁止
2. 以上の諸実行に関し左記付帯事項を併せ承諾す
  1. 日本側と約束したる事項は約束したる期限内に完全に実行し再び進入し又は中日関係を不良ならしむる恐れある人又は機関を新に進入せしめず
  2. 省、市等の職員任命に当りては中日関係を不良ならしめざる人物を選定せられたしとの日本側の希望を容れたる事
  3. 約束したる事項の実施に関しては日本側に於て監視並に糾察の手段を採る事

以上念の為め筆記送付す
高橋は何応欽と直接面会することが出来ないまま何への転送と捺印を求めたが、何は受け入れがたいとしてこれを拒絶した。汪兆銘も、「自発的に実行したとの形を維持しなければ、内政干渉に屈したとの印象を与え、文書化は協定としての性格を帯びるので容認できない」との考えを示した。6月12日の回答期限を過ぎて日本軍がもし攻撃を加えてくるとしても、署名は行わないことが中央政治会議で決定された。
このころ第二次張北事件が発生し、さらなる日本側の圧力が予想された何応欽は6月13日南京に移動することで署名への圧力を回避したが、交渉の責任者たる何応欽が逃げ出したことにつき日本軍はその無責任さを指摘した。
7月1日、度重なる日本側の圧力の下で、何応欽は汪兆銘と討議の上で梅津に対し、「希望事項について承諾し、並びにこれを自発的に実行することを通知する」との普通信を送った。調印などが行われておらず、中国側は日本側の要求を自発的に実行したにすぎないため、中国側は現在でも本協定は存在しないと主張している。